# Фоссачезія
Фоссачезія (італ. Fossacesia) — муніципалітет в Італії, у регіоні Абруццо, провінція К'єті.
Фоссачезія розташована на відстані близько 170 км на схід від Рима, 95 км на схід від Л'Аквіли, 29 км на південний схід від К'єті.
Населення — 6419 осіб (2014).

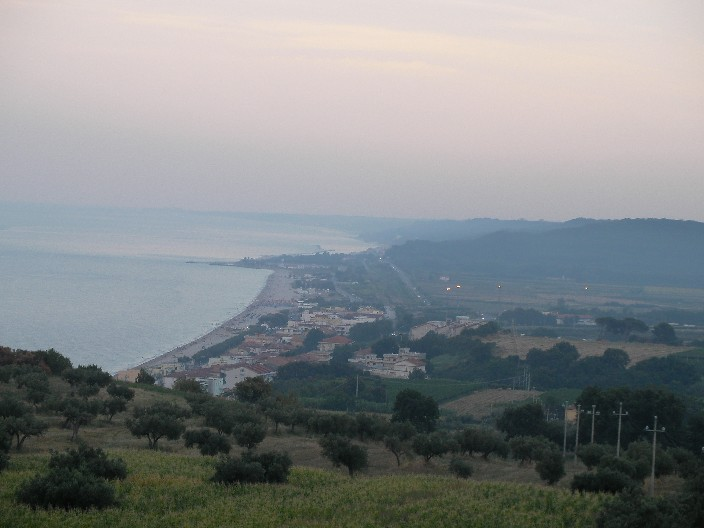

Щорічний фестиваль відбувається 7 серпня. Покровитель — San Donato.

## Демографія
Населення за роками:

Станом на 1 січня 2023 року в муніципалітеті офіційно проживали 332 іноземці з 43 країн, серед них 145 громадян країн Євросоюзу та 7 громадян України.

## Персоналії
- Гвідо Арістарко (1918—1996) — італійський сценарист і кінокритик.

## Сусідні муніципалітети
- Ланчано
- Моццагронья
- Пальєта
- Рокка-Сан-Джованні
- Санта-Марія-Імбаро
- Торино-ді-Сангро